# Il padre dell'anno (film 2018)
Il padre dell'anno (Father of the Year) è un film del 2018 diretto da Tyler Spindel e andato in onda il 20 luglio 2018 su Netflix.

## Produzione
A luglio 2017, è stato annunciato che David Spade, Nat Faxon, Bridgit Mendler, Joey Bragg, Matt Shively e Jackie Sandler sarebbero stati i protagonisti di Who Do You Think Would Win? per Netflix. Il film venne poi rintitolato Graduates e infine Father of the Year.
Le riprese principali si sono svolte a Boston e Hudson, Massachusetts, a giugno 2017.

## Distribuzione
Il film è stato rilasciato il 20 luglio 2018. In precedenza era stato programmato per il 29 giugno 2018.

## Accoglienza
Rotten Tomatoes dà a Il padre dell'anno un punteggio di approvazione dello 0%, la terza volta che un film della Happy Madison Productions riceve tale punteggio, dopo The Ridiculous 6 e Bucky Larson: Born to Be a Star.